# Kanadai Egyesült Egyház
A United Church of Canada (magyarul Kanadai Egyesült Egyház) nevű protestáns felekezet 1925-ben alakult meg, több egyház egyesülésével.

## Az egyesülés
A UCC alapvetően a Methodist Church of Canada, a Presbyterian Church of Canada és a Congregationalist Union of Canada részvételével alakult meg.
A Presbyterian Church of Canada mintegy 30%-a az önállóságot választotta, és Presbyterian Church of Canada néven működött tovább.

## Nemzetközi kapcsolatai
A United Church of Canada tagja az Egyházak Világtanácsának és a Református Egyházak Világszövetségének.

## Jellemzése
Az egyesülés után az új egyház Kanada legnagyobb protestáns felekezetévé vált. Teológiáját és egyházszervezetét tekintve az egyik legliberálisabb protestáns egyház az egész világon.

## Külső hivatkozások
- A Kanadai Egyesült Egyház magyar nyelvű honlapja